# Catoptropteryx occidentalis
Catoptropteryx occidentalis is een rechtvleugelig insect uit de familie sabelsprinkhanen (Tettigoniidae). De wetenschappelijke naam van deze soort is voor het eerst geldig gepubliceerd in 1970 door Huxley.